# 東温市消防本部
東温市消防本部（とうおんししょうぼうほんぶ）は、愛媛県東温市の消防部局（消防本部）。

## 管内の現況
- 管内の人口 - 34,240人

2020年（令和2年）1月1日現在
- 管内の世帯数 - 14,547世帯

2020年（令和2年）1月1日現在
- 管内の面積 - 211.30km2

2020年（令和2年）1月1日現在

## 沿革
- 1978年（昭和53年）
  - 3月31日 - 消防本部・消防署庁舎が完成する[1]。
  - 4月1日 - 東温消防等事務組合消防本部が発足し、業務を開始する[1]。
- 1998年（平成10年）4月20日 - マスコットキャラクター「とびまる」を制定する[1]。
- 2004年（平成16年）9月21日 - 重信町と川内町が合併し、東温市が発足する。これに伴い、東温市消防本部が発足する[1]。
- 2006年（平成18年）12月11日 - 新消防本部・消防署庁舎（現在の庁舎）の運用を開始する[1]。
- 2007年（平成19年）6月30日 - 新消防本部・消防署庁舎及び防災センター庁舎が完成する[1]。
- 2014年（平成26年）4月1日 - 消防救急デジタル無線の運用を開始する[1]。
- 2019年（平成31年）4月1日 - 愛媛大学医学部附属病院と救急ワークステーション事業の運用を開始する[1]。

## 組織
- 消防長（消防司令長）
  - 消防次長
    - 総務予防課 - 総務係、予防係、消防団係
    - 警防課 - 警防係、救急救助係、通信指令係
    - 東温市消防署 - 庶務係、調査係、消防係、第1小隊、第2小隊

2019年（平成31年）4月1日現在

## 消防署
| 消防署       | 所在地                     |
| ------------ | -------------------------- |
| 東温市消防署 | 愛媛県東温市横河原1376番地 |

## 配置車両
| 配置車両                | 配置台数 | 特記事項                        |
| ----------------------- | -------- | ------------------------------- |
| 指揮車                  | 1台      |                                 |
| 消防ポンプ自動車        | 2台      | うち1台は水槽付消防ポンプ自動車 |
| 25m級はしご付消防自動車 | 1台      |                                 |
| 救助工作車              | 1台      |                                 |
| 救急自動車              | 3台      | うち1台は予備                   |
| 資機材搬送車            | 1台      |                                 |
| その他車両              | 5台      |                                 |

2019年（平成31年）4月1日現在